# Тамберг, Эйно Мартинович
Эйно Мартинович Тамберг (27 мая 1930, Таллин, Эстония — 24 декабря 2010, там же) — советский и эстонский композитор, педагог, заслуженный деятель искусств Эстонской ССР (1960), народный артист Эстонской ССР (1975). Лауреат Национальных премий Эстонии в области культуры (1999, 2007).

## Биография
В 1953 г. окончил Таллинскую консерваторию (класс композиции Э. Каппа).
В 1953—1959 гг. работал звукорежиссёром на Эстонском радио.
С 1968 г. — преподаватель композиции в Таллинской консерватории, а с 1983 г. — профессор. Cекретарь правления Союза композиторов Эстонской ССР.
Его дипломной работой стала оратория «За свободу народа», посвящённая эстонскому революционеру-большевику В. Кингисеппу. Произведение было признано одним из лучших на тот период сочинений данного жанра в советской музыке. В 1955 г. выходит симфоническая сюита «Князь Габриэль» (1955), написанная по историко-романтической повести эстонского писателя XIX в. Э. Борнхеэ «Князь Габриэль, или Последние дни монастыря Пирита».
Автор оперы «Железный дом» на сюжет одноимённой драмы Э. Таммлаана (1965, Эстонский театр оперы и балета), одноактных балетов «Балет-симфония» (1960, Шверин, ГДР; театр «Ванемуйне», Тарту; 1963, Эстонский театр оперы и балета), «Мальчик и бабочка» (1963, Эстонский театр оперы и балета); вокально-симфонической «Лунной оратории» (текст Я. Кросса) о полёте человека в космос (1963, театр «Ванемуйне»); музыки к радиопостановкам, драматическим спектаклям, фильмам.
В психологическом балете «Иоанна одержимая» обращается к новелле польского писателя Я. Ивашкевича. Сюжет повествует о настоятельнице французского монастыря Люден матери Иоанне, душой которой (согласно материалам церковных архивов) овладел дьявол.
Самобытность отличают такие оперные произведения композитора как: «Сирано де Бержерак» (пост. 1976), «Парение» (пост. 1983). Им созданы 2 симфонии (1978, 1986), инструментальные концерты (для трубы — 1972, скрипичный — 1981, для саксофона — 1987), Концерт для голоса с оркестром (1985), оратория («Amores» — 1981, в основе — любовная лирика поэтов различных эпох), камерно-инструментальные и вокальные сочинения, музыка к драматическим спектаклям и кинофильмам.
Среди его учеников — Раймо Кангро, Пеэтер Вяхи, Марго Кылар, Урмас Латтикас, Тойво Тулев, Мари Вихманд и Март Сиймер.
В 1989―1991 годах избран Народным депутатом СССР от Союза композиторов СССР.

## Фильмография

### Актёр
- 1967 — Полуденный паром / Keskpäevane praam — Артур, лектор, озвучил Вячеслав Тихонов
- 1977 — Цену смерти спроси у мёртвых / Ask the Dead About the Price of Death — эпизод

### Композитор
- 1959 Незваные гости / Kutsumata külalised
- 1960 В дождь и в солнце
- 1961 Парни одной деревни / Ühe küla mehed
- 1966 Что случилось с Андресом Лапетеусом?
- 1966 Письма с острова Чудаков
- 1968 Затемнённые окна / Pimedad aknad
- 1970 Между тремя поветриями / Kolme katku vahel
- 1970 Заблудшие / Valge laev
- 1971 Дикий капитан
- 1974 Необычный случай
- 1977 Скорпион